# ثياديازول
ثياديازولات هي صنف من المركبات العضوية الحلقية غير المتجانسة وغير المشبعة؛ لها الصيغة الكيميائية C2H2N2S وهي مركبات عطرية من عائلة الآزولات.
تتألف الثياديازولات بنيوياً من حلقة خماسية حاوية على ثلاث ذرات ذرات غير متجانسة، وهي ذرتي نتروجين وذرة كبريت؛ بالإضافة إلى رابطتين مضاعفتين.

## المتصاوغات
هناك أربعة متصاوغات بنيوية ممكنة وذلك حسب المواقع النسبية للذرات غير المتجانسة والرابطتين المضاعفتين.

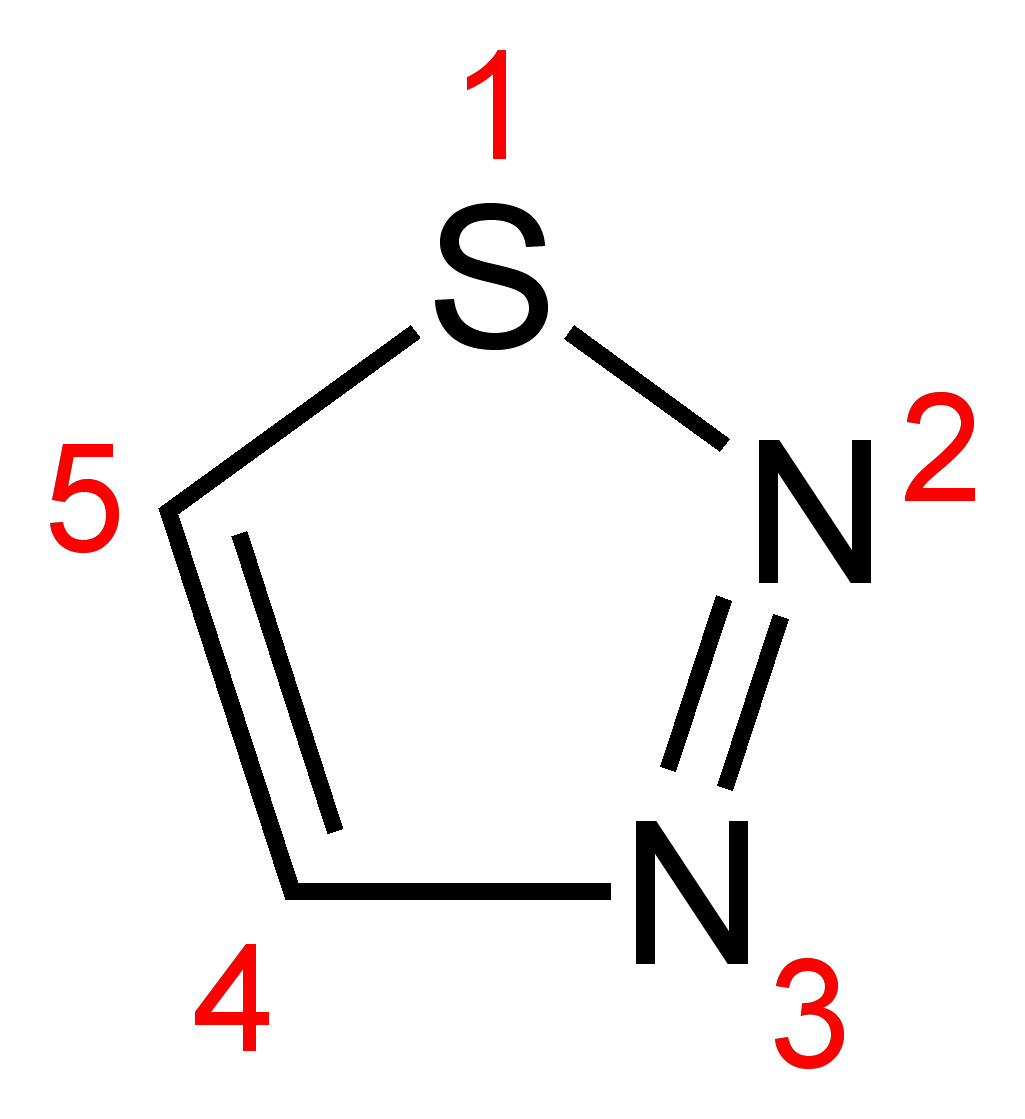
3،2،1-ثياديازول
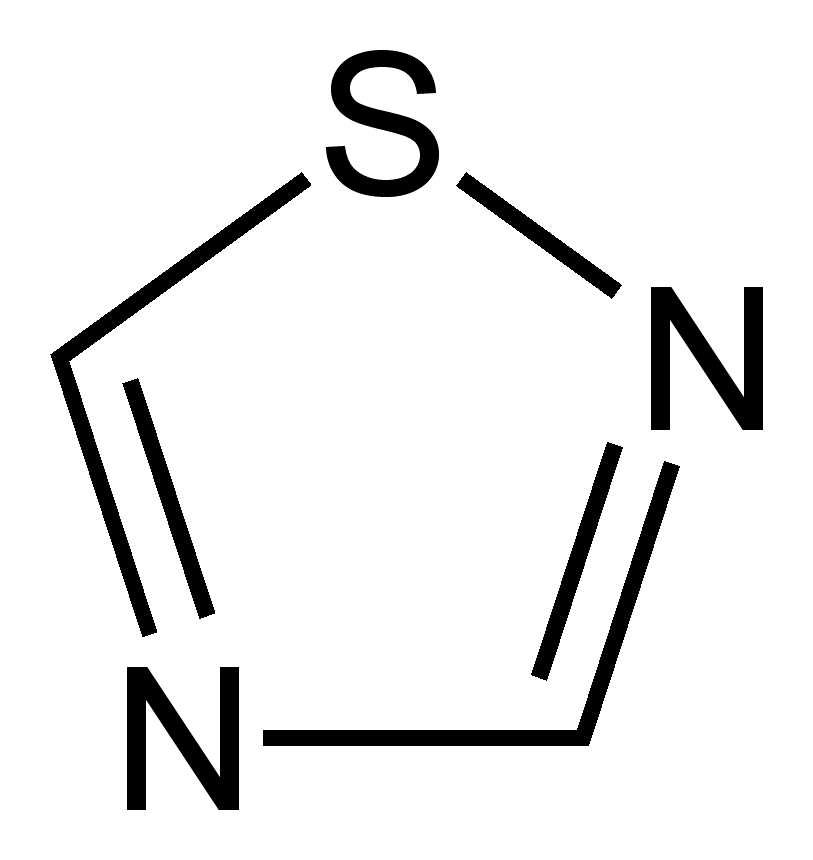
4،2،1-ثياديازول
5،2،1-ثياديازول
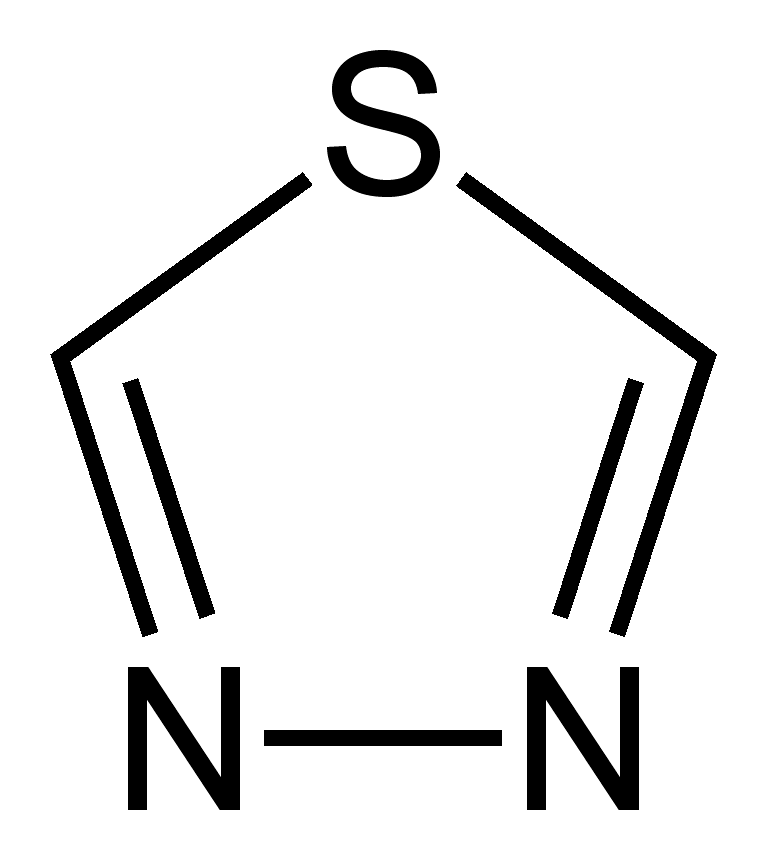
4،3،1-ثياديازول

من النادر تحضير واصطناع هذه المركبات، وذلك لندرة التطبيقات المتعلقة؛ لكنها تدخل كوحدات بنائية في عدد جيد من العقاقير الدوائية.

## اقرأ أيضاً
- أكساديازول
- ديثيازول